# Dorrance Kirtland
Dorrance Kirtland (* 28. Juli 1770 in Coxsackie, Provinz New York; † 23. Mai 1840 ebenda) war ein US-amerikanischer Jurist und Politiker. Zwischen 1817 und 1819 vertrat er den Bundesstaat New York im US-Repräsentantenhaus.

## Werdegang
Dorrance Kirtland wurde ungefähr fünf Jahre vor dem Ausbruch des Unabhängigkeitskrieges in Coxsackie geboren und wuchs dort auf. 1789 graduierte er am Yale College. Er studierte Jura, bekam seine Zulassung als Anwalt und begann dann in Coxsackie zu praktizieren. Zwischen 1808 und 1838 war er Vormundschafts- und Nachlassrichter (surrogate) in Greene County.
Als Gegner einer zu starken Zentralregierung schloss er sich in jener Zeit der von Thomas Jefferson gegründeten Demokratisch-Republikanischen Partei an. Bei den Kongresswahlen des Jahres 1816 wurde er im achten Wahlbezirk von New York in das US-Repräsentantenhaus in Washington, D.C. gewählt, wo er am 4. März 1817 die Nachfolge von Erastus Root antrat. Er schied nach dem 3. März 1819 aus dem Kongress aus.
Zwischen 1828 und 1838 war er Richter am Court of Common Pleas. Er starb am 23. Mai 1840 in Coxsackie und wurde auf dem Old Coxsackie Cemetery beigesetzt.